# Route 101 (Ontario)
Pour les articles homonymes, voir Route 101.
La route 101 est une route provinciale de l'Ontario reliant Wawa à la frontière Québec-Ontario, coupant directement dans les montagnes du bouclier canadien du centre de l'Ontario. Possédant une longueur de 475 kilomètres, elle est la troisième plus longue route provinciale de l'Ontario après la Route 17 et la Route 11.

## Description du Tracé

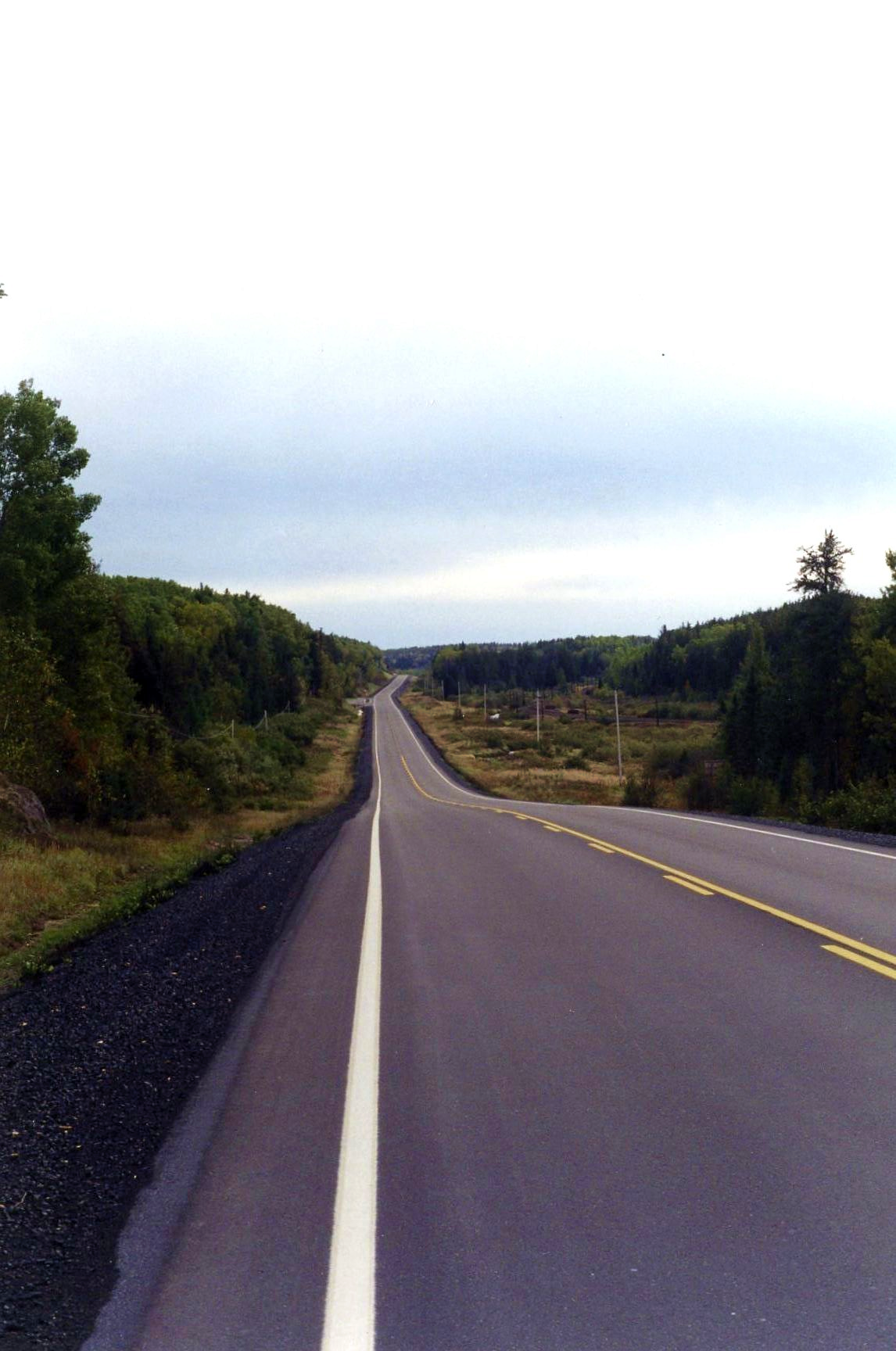
La route 101 entre Wawa et Chapleau, ne possédant aucun service entre ces 2 villes. La route est de plus très isolée.

La route 101 débute tout juste à l'ouest de Wawa, sur la Route 17 en direction de Thunder Bay ou de Sault Ste. Marie. Elle traverse ensuite la ville de Wawa, puis, en étant très sinueuse, elle rejoint la petite communauté de Hawk Junction (via la route 547), où elle bifurque vers le sud pendant une courte distance en longeant le lac Whitefish. À Perry, elle bifurque à nouveau vers l'est, et continue sa route à travers les montagnes pour plus de 100 kilomètres en ne possédant à peine que quelques intersections. Elle traverse le parc provincial The Shoals environ 60 kilomètres à l'est de Perry.
Au kilomètre 128, elle croise la Route 129, en direction de Thessalon (la route 101 tourne à gauche à l'intersection, la Route 129 continuant tout droit) avant de bifurquer vers le nord pendant 8 kilomètres pour rejoindre la ville de Chapleau. Après avoir tourné à droite au sud de Chapleau, elle continue sa route vers l'est jusqu'à sa jonction avec la Route 144, au kilomètre 308. Entre Chapleau et la jonction avec la Route 144, la route 101 ne traverse que la petite communauté de Foleyet.
16 kilomètres au nord-est de la jonction 101/144, la route 101 traverse la ville de Timmins, plus grande ville de nord-est de l'Ontario. Dans Timmins, la 101 est nommée Algonquin Blvd. et est un boulevard à 4 voies séparées. 65 kilomètres au nord-est de Timmins, elle forme un multiplex de 6 kilomètres avec la Route 11, à Matheson, en direction de Kapuskasing ou de North Bay.
De là, la route 101 poursuit sa route vers l'est en ne possédant que quelques intersections et en ne traversant aucune ville jusqu'à la frontière entre le Québec et l'Ontario, terminus est de la route provinciale 101, 475 kilomètres à l'est de Wawa. 
Au Québec, elle continue en tant que route 388 vers Duparquet et Rouyn-Noranda. 

## Caractéristiques
| Section                          | km      | Caractéristiques | Image |
| -------------------------------- | ------- | --- | ----- |
| Wawa-Chapleau                    | 0-136   | La route est parfois très sinueuse, particulièrement entre Wawa et Perry. De plus, les intersections sont rares, et les services le long de la route sont presque absents. |       |
| Chapleau-Timmins                 | 139-320 | La route est un peu moins sinueuse, mais possède tout de même quelques courbes prononcées. La région étant un peu moins montagneuse, elle possède un peu moins de tournants que dans la première section. Toutefois, les services demeurent toujours presque absents le long de la route. | —     |
| Timmins                          | 320-325 | Dans Timmins, la route est une longue ligne droite, possédant 2 voies dans chaque direction séparées par un terre-plein dans une partie de la ville. Sinon, c'est une route à 4 voies, 2 dans chaque direction. Étant donné qu'elle passe dans le centre-ville, les intersections sont très fréquentes d'un bout à l'autre de la ville. De plus, les services sont très présents le long du boulevard. |       |
| Timmins-frontière Québec-Ontario | 326-475 | La route traversant une région beaucoup plus agricole, elle possède beaucoup moins de tournants abruptes que dans les 2 premières sections. De plus, les services sont un peu présents le long de la route et les intersections sont plus récurrentes. |       |

## Intersections
| Route 101       |                                        |       |                                                                                                  | |
| District        | Ville                                  | km    | Intersection/Destinations                                                                        | Notes |
| Algoma          | Wawa                                   | 0.0   | R-17, Sault Ste. Marie, Nipigon, Thunder Bay                                                     | Début de la 101                                                                                                   |
| Algoma          | Hawk Junction                          | 21.7  | Route 547 nord, Hawk Junction centre, lac Manitowik                                              | Section sinueuse de la route 101 près de cette intersection; pas de services jusqu'à Chapleau le long de la route |
| Algoma          | territoire non-organisé d'Algoma       | 65.9  | Route 651 nord, Dalton, Missanabie                                                               | |
| Sudbury         | Chapleau                               | 127.9 | R-129 sud, Thessalon, Elliot Lake                                                                | La 101 tourne à gauche tandis que la route 129 continue tout droit                                                |
| Cochrane        | Timmins                                | 310.0 | R-144 sud, Gogama, Sudbury                                                                       | |
| Cochrane        | Timmins                                | 333.9 | Route 655 nord, Smooth Rock, Kapuskasing                                                         | |
| Cochrane        | Shillington                            | 385.1 | Route 577 nord, Iroquois Falls, Porquis Junction                                                 | |
| Cochrane        | Matheson                               | 394.7 | R-11 nord, Cochrane, Kapuskasing                                                                 | Début du multiplex avec la 11                                                                                     |
| Cochrane        | Matheson                               | 401.1 | R-11 sud, New Liskeard, North Bay                                                                | Fin du multiplex avec la 11                                                                                       |
| Cochrane        | Holtyre                                | 416.2 | Route 572 sud, Holtyre, Ramore                                                                   | |
| Cochrane        | territoire non-organisé de Timiskaming | 453.5 | Route 672 sud, King Kirkland, Viriginiatown                                                      | |
| Cochrane        | Roquemaure (Québec)                    | 475.0 | Frontière Québec-Ontario, continue en tant que Route 388 est vers Duparquet; fin de la route 101 | Frontière Québec-Ontario, continue en tant que Route 388 est vers Duparquet; fin de la route 101                  |
| Vert: Multiplex |                                        |       |                                                                                                  | |